# Montégut-Lauragais
Montégut-Lauragais è un comune francese di 465 abitanti situato nel dipartimento dell'Alta Garonna nella regione dell'Occitania.

## Società

### Evoluzione demografica
Abitanti censiti